# Sargus selinda
Sargus selinda är en tvåvingeart som först beskrevs av Lindner 1958.  Sargus selinda ingår i släktet Sargus och familjen vapenflugor. Inga underarter finns listade i Catalogue of Life.